# Tourismus in Schleswig-Holstein

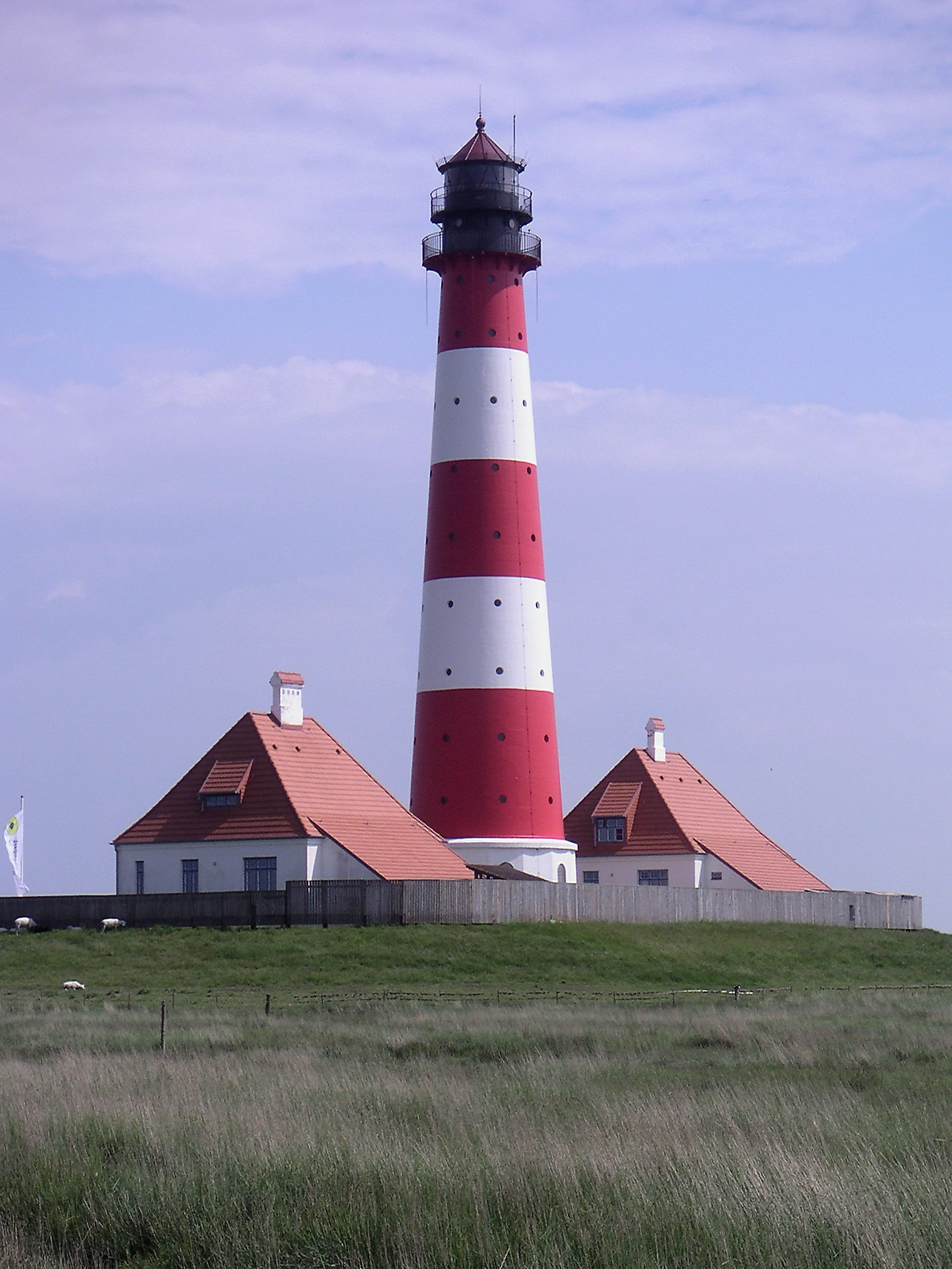
Leuchtturm Westerheversand

Der Tourismus ist einer der wichtigsten Wirtschaftsfaktoren Schleswig-Holsteins. Das nördlichste deutsche Bundesland wird wegen seiner geographischen Lage auch als „Land zwischen den Meeren bezeichnet“. Aufgrund seiner Küsten an der Nordsee und Ostsee verfügt es über eine Vielzahl an Inseln, Badestränden und Wassersportmöglichkeiten. Ebenso bietet Schleswig-Holstein sowohl Strandurlaube mit der Familie, Erholung, Aktivurlaube mit dem Fahrrad als auch Entdeckungs- und Erkundungsreisen von Stadt und Natur. Besonders das Wattenmeer als UNESCO-Weltnaturerbe, die Strände an Nord- und Ostsee und die Lübecker Altstadt gehören zu den Hauptanziehungspunkten.
Die Tourismusbranche im Land weist ein stetiges Wachstum auf. Nicht nur im Sommer, sondern auch außerhalb der Hauptsaison steigen die Gäste- und Übernachtungszahlen an. Schleswig-Holstein gewinnt dabei auch als Tagungs- und Kongressstandort zunehmend an Bedeutung. Das Land zählt zu den beliebtesten deutschen Reisezielen und erreichte im Ländervergleich in Deutschland im Jahr 2018 nach Mecklenburg-Vorpommern und Bayern den dritten Platz.

## Bedeutende Reiseziele

### Statistik
2018 standen in Schleswig-Holstein durchschnittlich insgesamt 206.125 Gästebetten zur Verfügung, die im selben Jahr von 8.595.190 Gästen zu 34.453.151 Übernachtungen genutzt wurden. 1.892.348 der Gäste (ohne Camping) kamen aus dem Ausland, das entspricht etwa 6,3 % aller Übernachtungsgäste. Die Bäder an der Ostsee hatten dabei fast doppelt so viele Gäste (4.213.025) wie die an der Nordsee (2.127.100), allerdings blieben die Nordseegäste länger (5,6 Tage) als die Gäste an der Ostsee (3,9), so dass der Unterschied zwischen der Anzahl der Übernachtungen nicht ganz so stark ausfällt. An der Ostsee wurden insgesamt etwa 36 % mehr Übernachtungen (16.323.566) gebucht als an der Nordsee (12.009.835). Touristisch weniger wichtig waren die Holsteinische Schweiz (233.142 Gäste mit 954.473 Übernachtungen) und das übrige Binnenland (2.021.923 Gäste mit 5.165.277 Übernachtungen).
Die wichtigsten Städte und Gemeinden für den Fremdenverkehr waren, geordnet nach der Zahl der Übernachtungen (ohne Camping) im Jahr 2018:

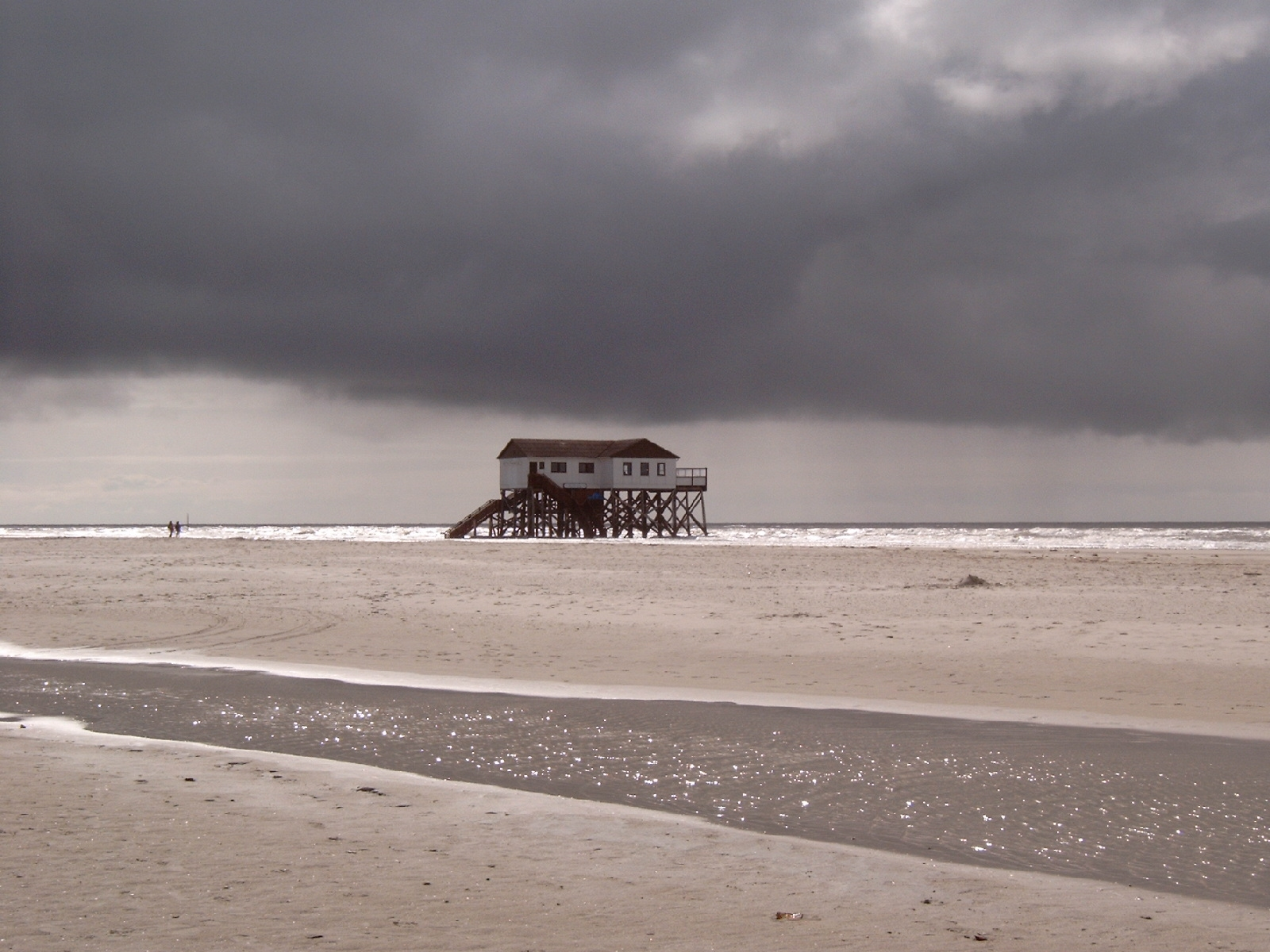
Pfahlbau am Strand von St. Peter-Ording

- Sylt, Nordsee: 2.989.691 Übernachtungen, 484.766 Gäste
- Lübeck: 1.825.115 Übernachtungen, 754.190 Gäste
- Sankt Peter-Ording, Nordsee: 1.513.481 Übernachtungen, 288.588 Gäste
- Grömitz, Ostsee: 1.346.536 Übernachtungen, 235.988 Gäste
- Timmendorfer Strand, Ostsee: 1.298.702 Übernachtungen, 320.276 Gäste
- Fehmarn, Stadt, Ostsee: 1.190.592 Übernachtungen, 228.602 Gäste
- Büsum, Nordsee: 1.169.527 Übernachtungen, 222.033 Gäste
- Wyk auf Föhr, Nordsee: 892.569 Übernachtungen, 110.561 Gäste
- Kiel: 805.038 Übernachtungen, 385.648 Gäste
- Scharbeutz, Ostsee: 774.317 Übernachtungen, 175.990 Gäste
- Wenningstedt, Sylt, Nordsee: 764.302 Übernachtungen, 112.241 Gäste
- Heiligenhafen, Stadt: 629.018 Übernachtungen, 154.269 Gäste

Wichtigstes Seeheilbad war die Gemeinde Sylt mit 2.989.691 Übernachtungen, wichtigster Luftkurort Bad Segeberg mit 212.910 Übernachtungen.

### Landschaften und Orte
- Angeln
- Dänischer Wohld
- Dithmarschen
- Eiderstedt
- Elbmarschen

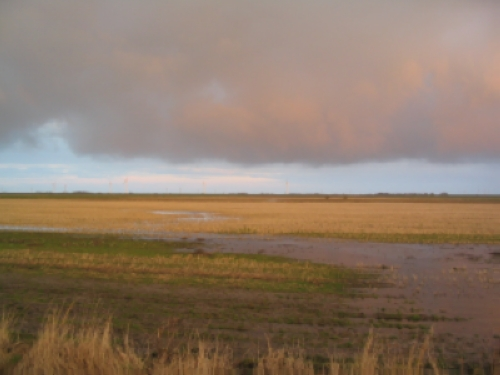
Westerkoog in Dithmarschen

- Haithabu, bedeutende Siedlung dänischer Wikinger aus dem Frühmittelalter, heute ein Freilichtmuseum
- Mittelholstein mit dem Naturpark Aukrug und dem Naturpark Westensee
- Holsteinische Schweiz mit dem Naturpark Holsteinische Schweiz im schleswig-holsteinischen Hügelland, Kernbereich der Halbinsel Wagrien mit dem Plöner See und der höchsten Erhebung Schleswig-Holsteins, dem Bungsberg
- Naturpark Hüttener Berge
- Naturpark Lauenburgische Seen
- Nordfriesland
- Probstei
- Sachsenwald, größter Wald in Schleswig-Holstein, Besitz der Familie Bismarck
- Schleswigsche Geest, große Kiefernwälder
- Schwansen
- Nationalpark Schleswig-Holsteinisches Wattenmeer
- Naturpark Schlei

#### Nordsee

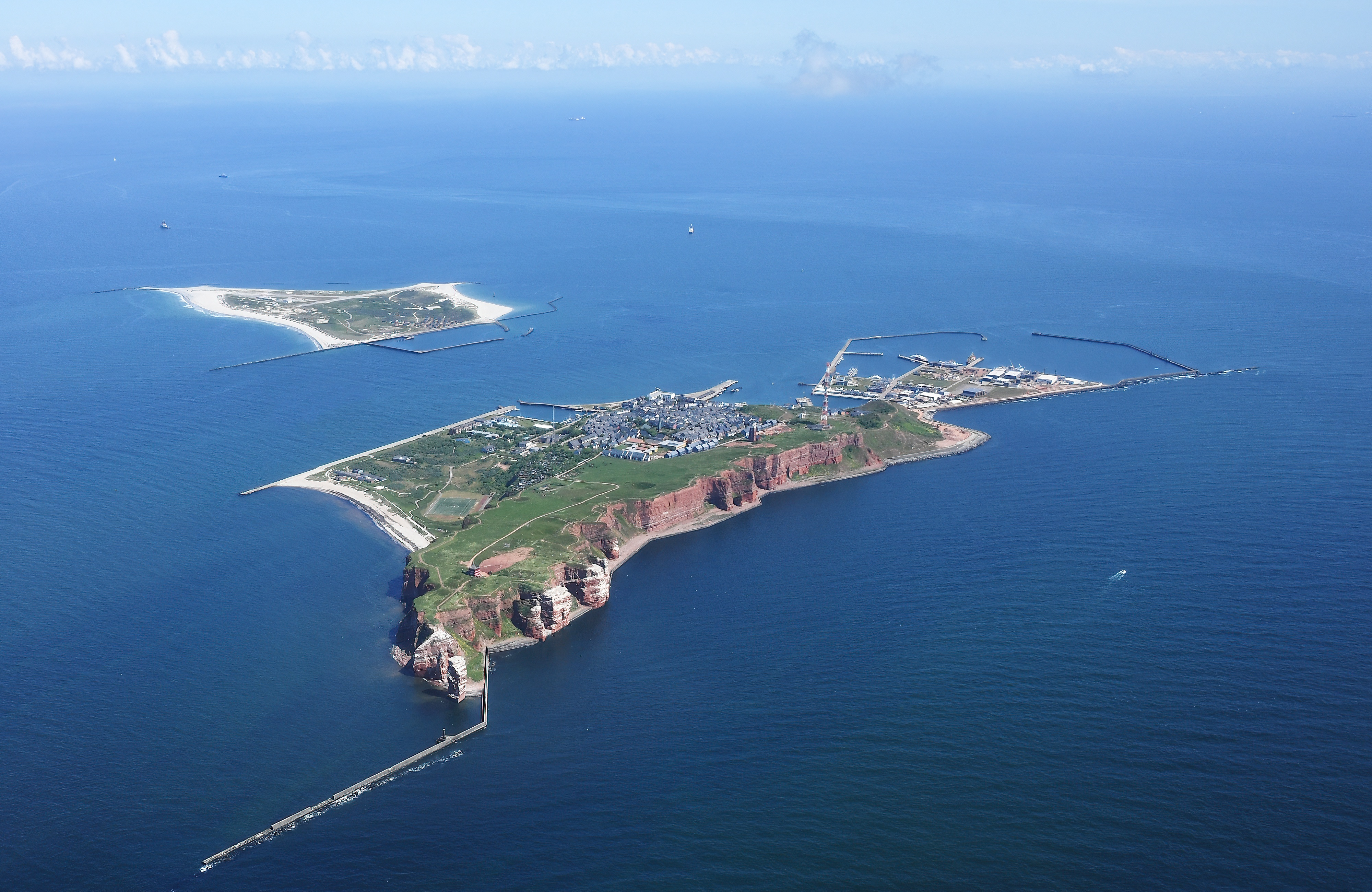
Helgoland aus der Vogelperspektive

- Wattenmeer, Nationalpark Schleswig-Holsteinisches Wattenmeer (UNESCO-Weltnaturerbe), Wattwanderungen
- Amrum
- Föhr
- Helgoland
- Pellworm
- Sylt
- Die Halligen
- Nordfriesland
- Husumer Bucht
- Eiderstedt
- Nordseebad Büsum

#### Ostsee und Holsteinische Schweiz

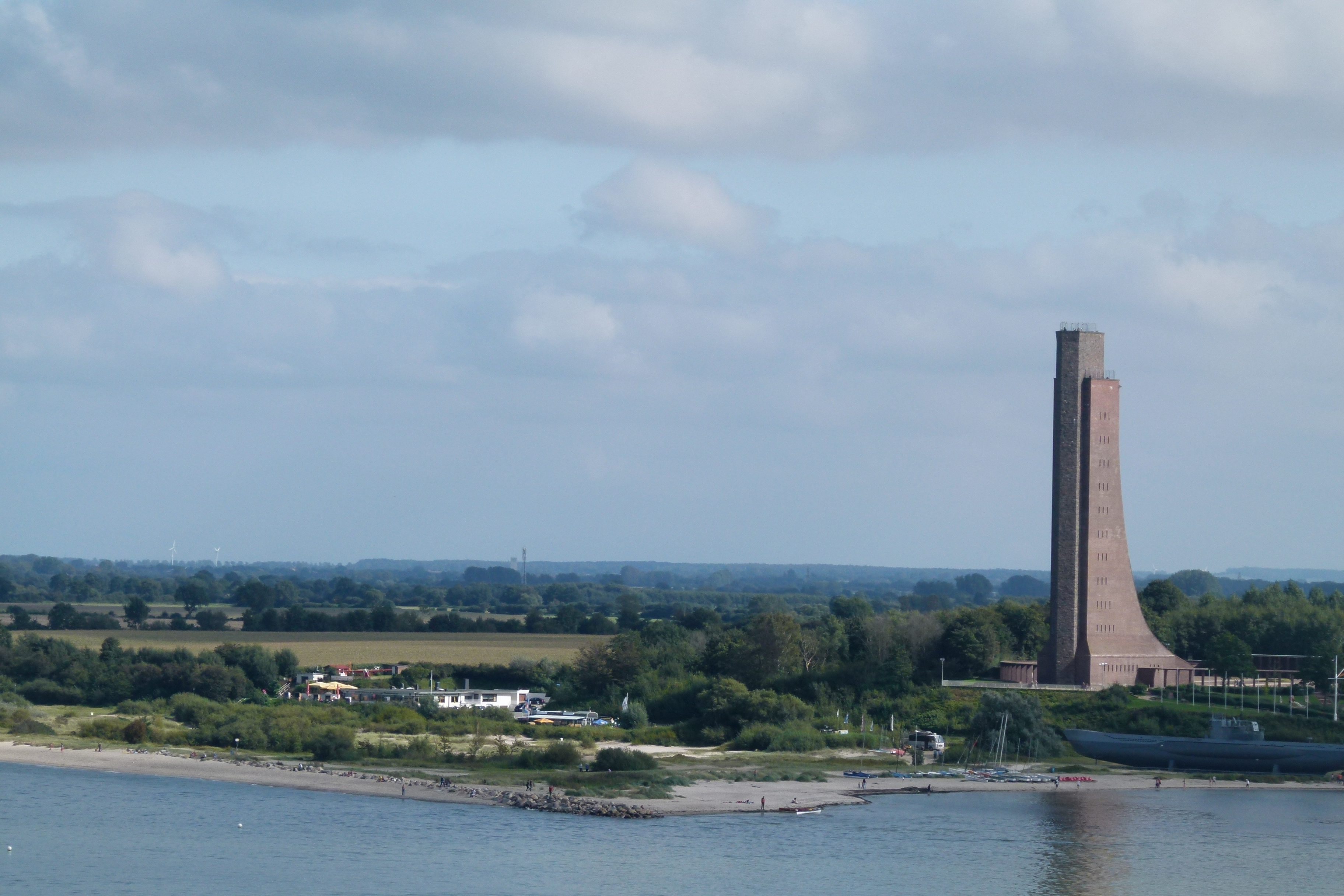
Marine-Ehrenmal Laboe

- Insel Fehmarn
- Eckernförder Bucht
- Flensburger Förde
- Damp
- Grömitz
- Heiligenhafen
- Kieler Förde
- Ostseebad Laboe
- Lübecker Bucht
- Neustadt in Holstein
- Scharbeutz
- Schlei
- Timmendorfer Strand
- Travemünde mit dem Priwall
- Ostseebad Grömitz
- Ostseebad Scharbeutz

#### Städte
- Eutin (Schloss)
- Flensburg
- Friedrichstadt
- Glücksburg (Wasserschloss)
- Husum
- Landeshauptstadt Kiel

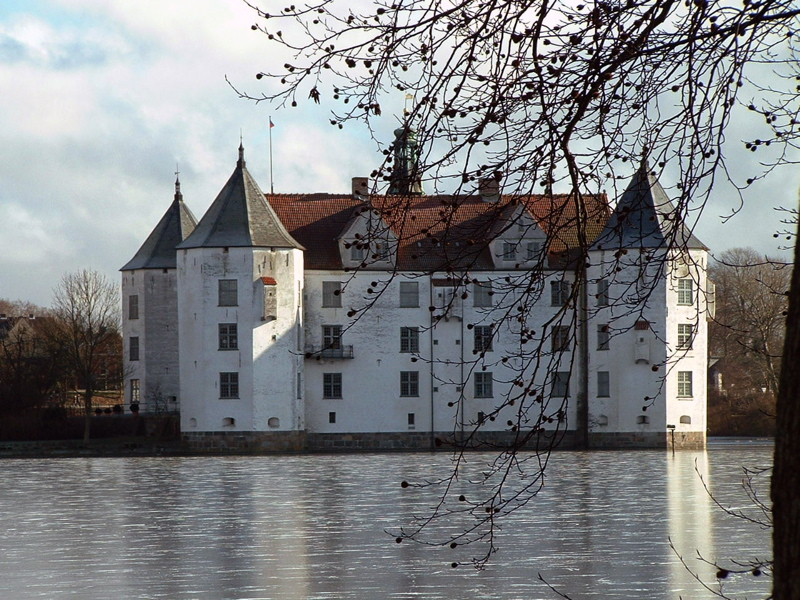
Schloss Glücksburg

- Hansestadt Lübeck (UNESCO-Weltkulturerbe)
- Plön
- Schusterstadt Preetz
- Inselstadt Ratzeburg
- Schleswig (Schloss Gottorf)
- Itzehoe
- Neumünster
- Bad Bramstedt
- Norderstedt
- Ahrensburg
- Mölln

### Regelmäßige Veranstaltungen (Auswahl)

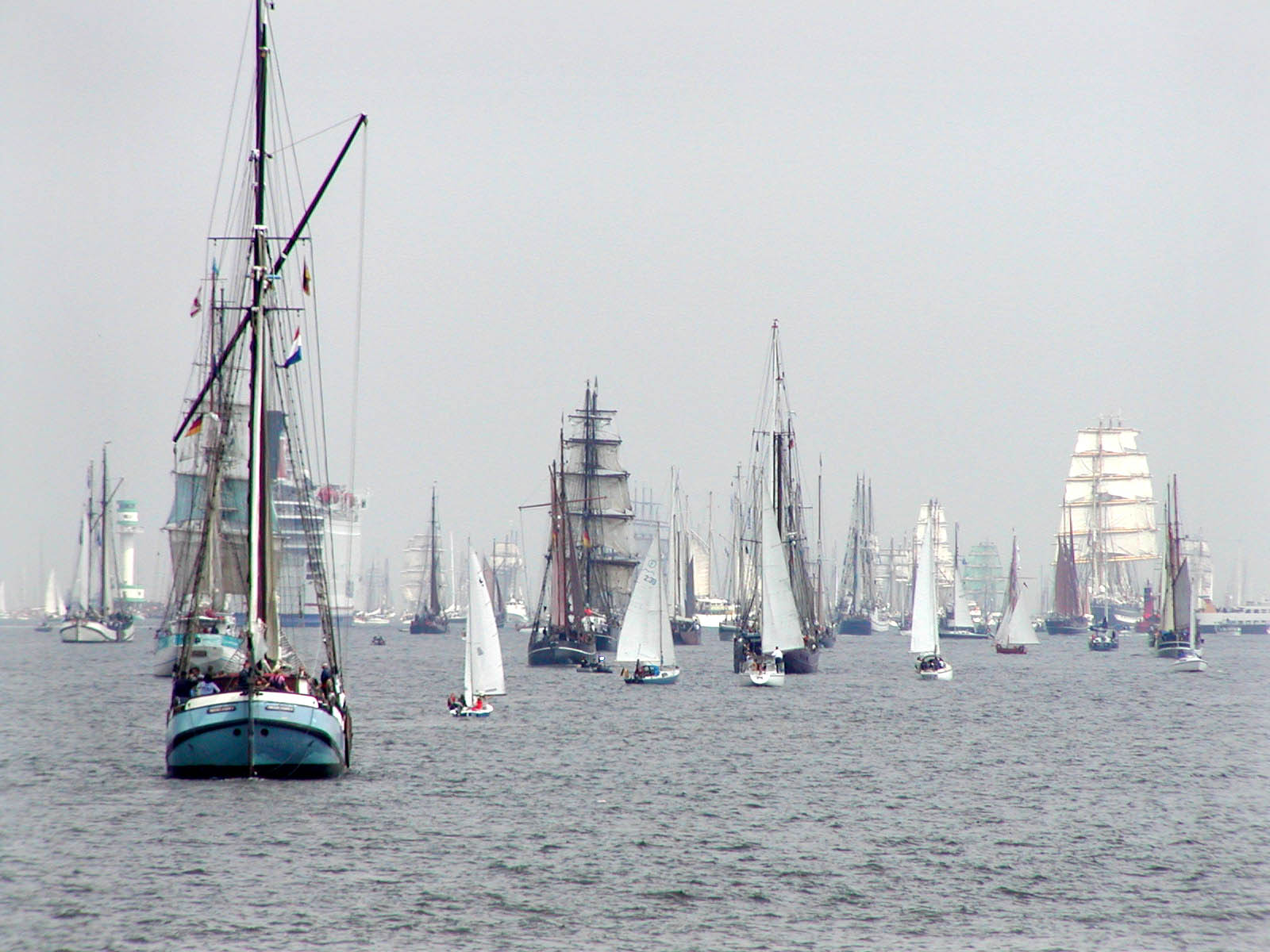
Windjammerparade während der Kieler Woche, 2007

Regattas und Hafenfeste mit Volksfestcharakter
- Kieler Woche, größte Segelregatta der Welt mit Seglertreffen und größtes Sommerfest in Nordeuropa
- Travemünder Woche, die zweitgrößte Segelregatta der Welt
- Nordseewoche, größte deutsche Regatta für Tourensegler auf der Nordsee vor Helgoland
- Rum-Regatta, großes Gaffelseglertreffen in Flensburg
- Flensburg Nautics, ein internationales Großseglertreffen mit bis zu 400.000 Besuchern (2010)[4]
- Robbe & Berking Classic Week, Flensburger Förde, größte deutsche Regattaserie für klassische Segelyachten (gebaut vor 1969, keine Kunststoffyachten)

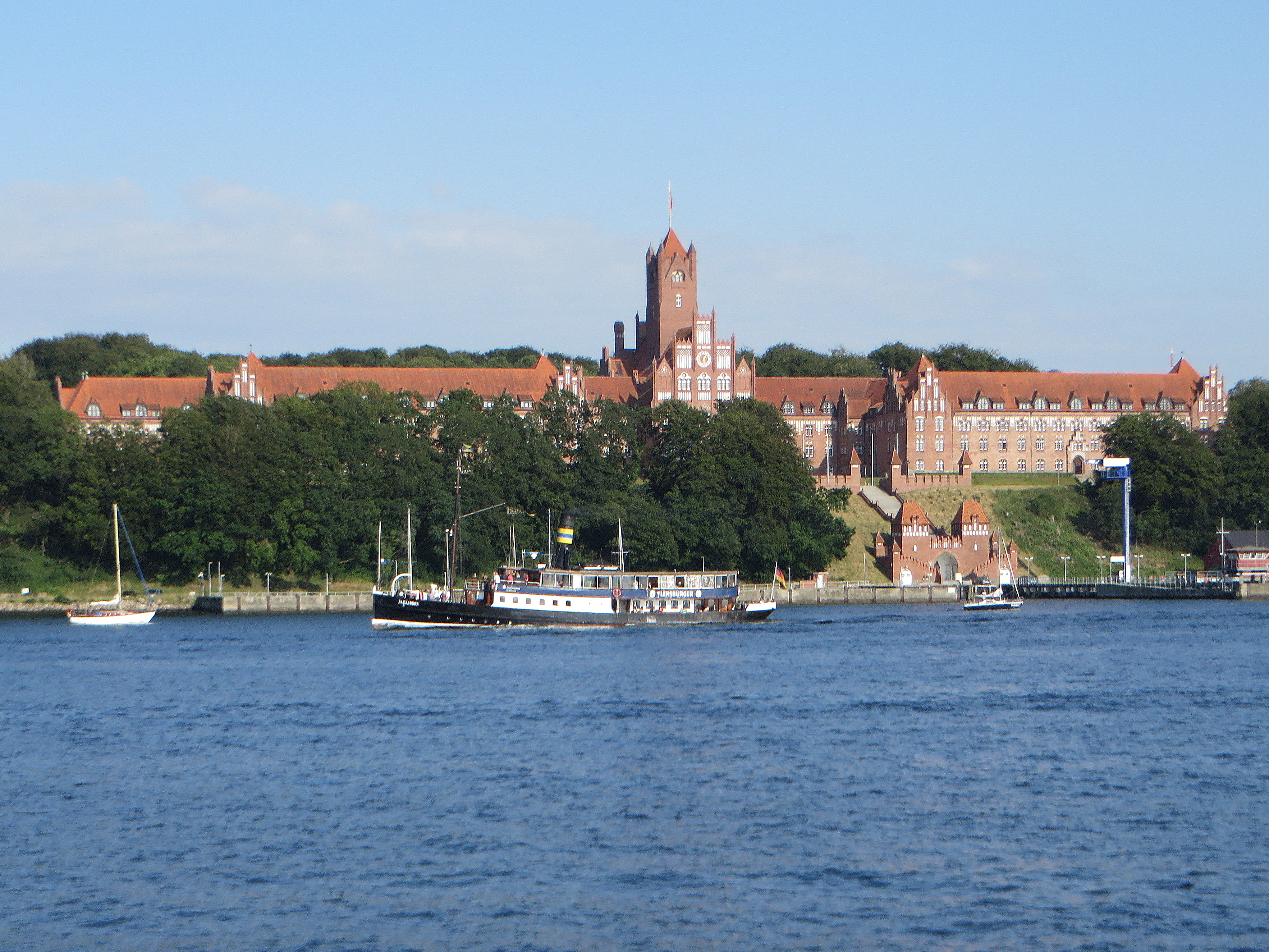
Dampfschiff Alexandra, das am Dampf Rundum teilnimmt, auf der Flensburger Förde vor dem Roten Schloss in Flensburg-Mürwik, 2015

- Husumer Hafentage
- Windsurf World Cup Sylt
- Kitesurfworldcup Fehmarn

Weitere Volksfeste und Großereignisse
- Holstenköste in Neumünster, Volksfest mit zuletzt 200.000 Besuchern (2014)[5]
- Tummelum in Flensburg, Altstadtfest mit mehreren hunderttausend Besuchern[6]
- Dampf Rundum in Flensburg (2009 etwa 350.000 Besucher)[7]
- Biikebrennen an der Nordsee
- Kunstausstellung Nordart in Büdelsdorf
- Dithmarscher Kohltage
- Wattolümpiade in Brunsbüttel

Filmfestivals
- Nordische Filmtage Lübeck
- Flensburger Kurzfilmtage
- Naturfilmfestival Eckernförde

Musikfestivals
- Schleswig-Holstein Musik Festival, eines der bedeutendsten Musikfestivals Europas
- Jazz Baltica, internationales Jazzfestival
- Folkbaltica, internationales Folkfestival
- Raritäten der Klaviermusik in Husum, international renommiertes Piano-Festival im Schloss vor Husum
- Eutiner Festspiele, eines der traditionsreichen deutschen Opernfestivals auf der Freilichtbühne am Großen Eutiner See
- Wacken Open Air

Theaterfestivals
- Karl-May-Festspiele in Bad Segeberg

Karneval
- Karneval in Marne mit Rosenmontagszug (22.000 Gäste im Jahr 2015)[8] von der Marner Karnevals Gesellschaft (MKG)

Kulinarische Festivals und Feste
- Schleswig-Holstein Gourmet Festival, 1987 gegründetes und damit ältestes Gourmetfestival Deutschlands
- Weltfischbrötchentag, der Anfang Mai in verschiedenen Ostseebädern Schleswig-Holsteins zelebriert wird.[9][10][11]
- Husumer Krabbentage

### Bedeutende Museen

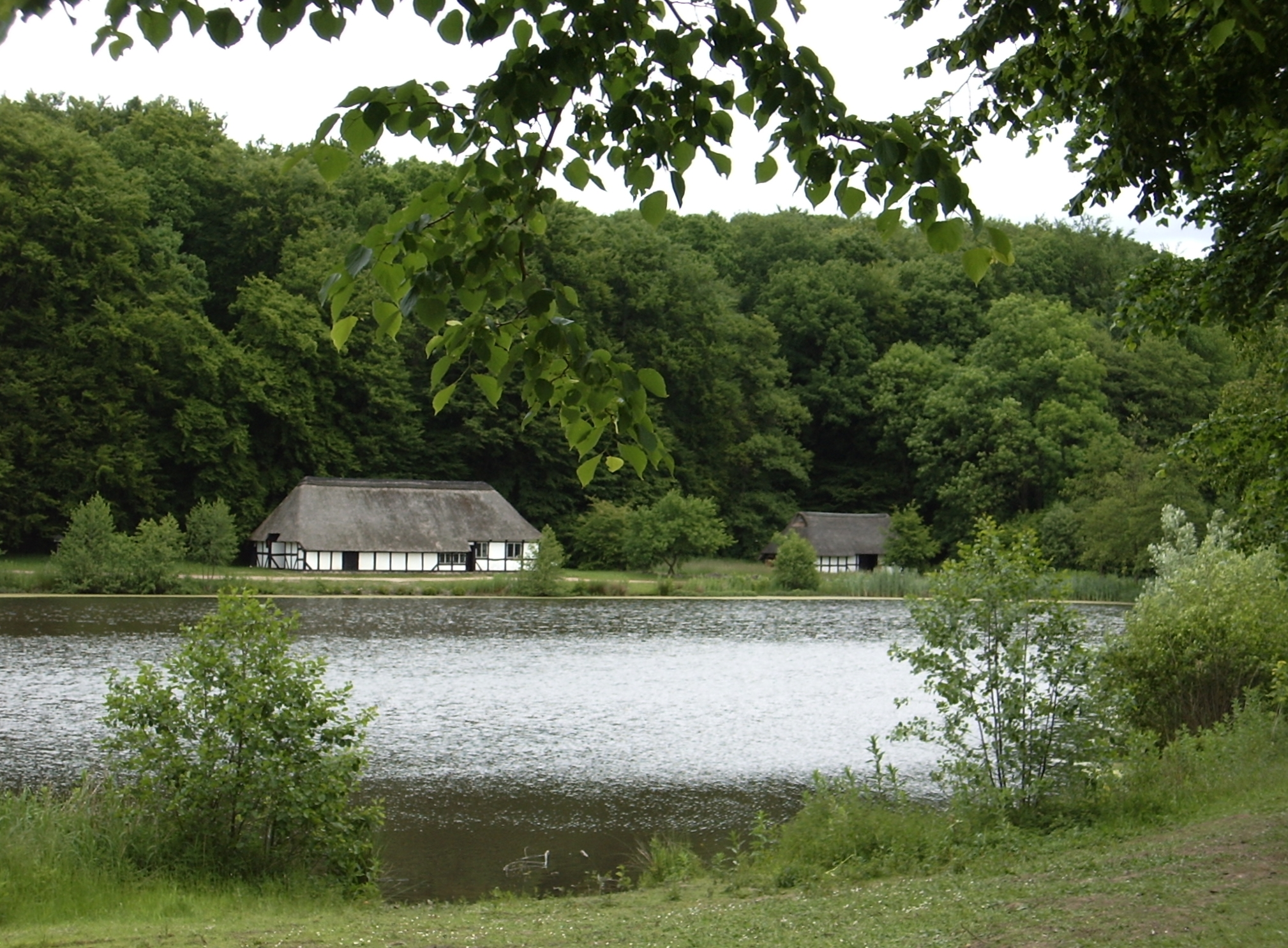
Bauernhäuser in Molfsee

- Schleswig-Holsteinisches Freilichtmuseum in Molfsee bei Kiel
- Museumsberg (in Flensburg)
- Kunsthalle zu Kiel
- Behnhaus (in Lübeck)
- St.-Annen-Kloster Lübeck
- Holstentor (in Lübeck)
- Lübecker Theaterfigurenmuseum
- Buddenbrookhaus (in Lübeck)
- Schloss Gottorf (in Schleswig)
- Danevirke Museum (in Dannewerk bei Schleswig)
- Wikinger Museum Haithabu (in Busdorf bei Schleswig)
- Theodor-Storm-Haus (in Husum)
- Nordfriesisches Museum. Nissenhaus Husum (in Husum)
- Schlossmuseum Husum (in Husum)
- Marine-Ehrenmal und U 995 (in Ostseebad Laboe)
- Günter-Grass-Haus
- Schifffahrtsmuseum Flensburg
- Nolde-Museum Seebüll
- Museum Kunst der Westküste
- Herbert Gerisch-Stiftung
- Europäisches Hansemuseum
- Museumsberg Flensburg

### Rad- und Wanderwege
- Alte Salzstraße zwischen Lübeck und Lüneburg
- Mönchsweg
- Nordseeküsten-Radweg
- Eider-Treene-Sorge-Radweg[12]
- Ostseeküsten-Radweg
- Ochsenweg
- Wikinger-Friesen-Weg
- Grenzroute[13]
- Radroute Nord-Ostsee-Kanal
- Holsteinische Schweiz-Radtour[14]
- Elberadweg[15]
- Iron Curtain Trail[16]
- Radfernweg Hamburg-Rügen

### Bedeutende Freizeiteinrichtungen
- Hansapark in Sierksdorf an der Lübecker Bucht
- Arboretum Ellerhoop-Thiensen
- Tolk-Schau Freizeitpark
- Weißenhäuser Strand
- Karls Erlebnis-Dorf
- Multimar Wattforum

## Übernachtung und Gastronomie

### Übernachtung
Schleswig-Holstein verfügt über eine Vielzahl an Hotels, Pensionen und auch Jugendherbergen. Übernachtungsmöglichkeiten in Strandnähe sind naturgemäß besonders beliebt. Auch Privatunterkünfte auf dem Land und Ferien auf dem Bauernhof werden angeboten. Wachsender Beliebtheit erfreuen sich ebenso Heuhotels, Schlafstrandkörbe und Hausboote. Daneben gibt es eine zahlreiche Ferienhäuser und Campingplätze.

### Essen

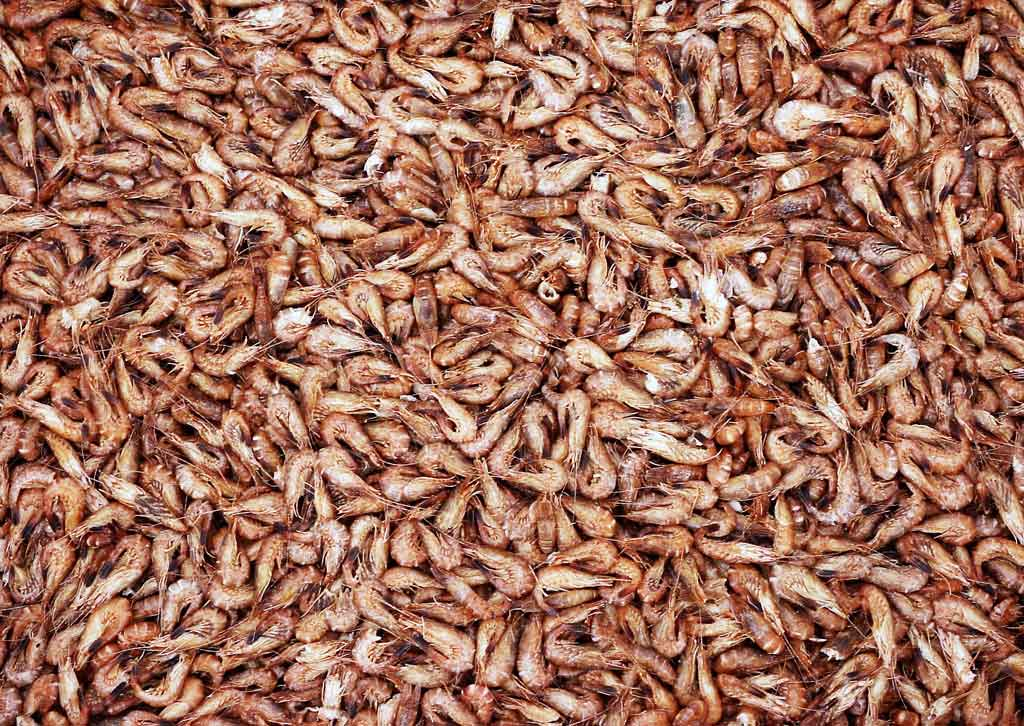
Nordseegarnelen

Schleswig-Holstein ist ein Agrarland und auch Fischereistandort. Beides spiegelt sich in den Angeboten der heimischen Gastronomie wider.
Durch die Milchproduktion gibt es eine Vielfalt an heimischen Käsesorten.
Berühmt ist der Holsteiner Katenschinken. Auch andere geräucherte Speisen wie der Räucheraal haben hier eine alte Tradition. Eine lokale Besonderheit sind die (traditionell in Eckernförde hergestellten) „Kieler Sprotten“. Diese kleinen geräucherten Fische werden oft komplett verspeist, doch Kenner entfernen Kopf und Rückgrat mit einem geschickten Handgriff.
Das Krabbenpulen ist in den Fischereiorten an der Nordsee verbreitet. Dabei wird die Außenschale der Krabben entfernt (weggepult), um an das Innere zu gelangen. Nordseekrabben finden sich selbstverständlich in der heimischen Küche. Allerdings wurden viele bereits gepult erhältliche Krabben zwar in der Nordsee gefangen, aber tiefgekühlt etwa nach Polen oder Marokko verschifft, da dort das arbeitsintensive Pulen wesentlich billiger ist.
Auch heimische Miesmuscheln und Maischollen werden zur Saisonzeit angeboten.
Die Heringssaison führt viele Angler an die Meeresarme der Ostsee, wo sich die Heringe versammeln. Matjes ist hier ebenso beliebt wie der Bismarck-Hering.
Ein weiteres bekanntes norddeutsches Gericht ist der Labskaus. Das Gericht wird von Hamburg bis nach Flensburg regional unterschiedlich zubereitet, in Flensburg beispielsweise mit Matjes und Corned Beef. Kenner streiten sich, ob der Labskaus Fisch enthalten darf oder nicht sogar muss.
Weltberühmt ist das Lübecker Marzipan. Es wurde eigentlich aus der Not während einer Belagerung der Stadt Lübeck geboren, als die Bäcker kein Korn mehr hatten, aber reichlich Mandeln. Heute gilt es als das Mitbringsel aus Schleswig-Holstein, und der bekannte Hersteller Niederegger exportiert seine Marzipanprodukte weltweit. Zum Lübecker Marzipan passt ein Schluck Lübecker Rotspon.
In ganz Norddeutschland und Dänemark verbreitet ist die Rote Grütze.

### Trinken
Besonders an der Westküste gibt es eine dem Trinken von Ostfriesentee vergleichbare alte Tee-Tradition. Eine Besonderheit des Landes ist jedoch der Pharisäer, ein Kaffee mit Sahnehäubchen und einem kräftigen Schuss (Rum oder andere Spirituosen). Andere traditionelle alkoholhaltige Heißgetränke sind der Grog und der Punsch (mit oder ohne Schuss bzw. Köm, aber immer ein Glühwein).
Der Rum aus Flensburg ist ebenso bekannt wie der Bommerlunder, ein Aquavit (Kümmelschnaps). In den letzten 20 Jahren wurde die Flensburger Brauerei durch die Comicfigur Werner bundesweit bekannt. Das Flens genannte Bier wird überregional ausgeschenkt und kommt in einer charakteristischen Bügelflasche. Eine andere wichtige Brauerei ist die Dithmarscher Brauerei.